# Иосиф (архиепископ Рязанский)
Архиепископ Иосиф III (ум. 1621) — епископ Русской православной церкви, архиепископ Рязанский и Муромский.
Был иеромонахом Свияжского Богородицкого монастыря, затем архимандритом Псково Печерского монастыря.
10 января 1619 года (по другим источникам в 1617 году) хиротонисан во епископа Рязанского и Муромского с возведением в сан архиепископа.
В июне 1619 года по указу Михаила Фёдоровича Иосиф III встречал в Можайске митрополита Филарета (Романова), отца нового царя и будущего патриарха, который возвращается из польского плена. В этом же году Иосиф III присутствует на Соборе при возведении Митрополита Филарета в сан патриарха.
Скончался в 1621 году и похоронен в Архангельском соборе Рязанского кремля.